# Hoplitomerycidae
Los hoplitomerícidos (Hoplitomerycidae) son una familia extinta de rumiantes del orden Artiodactyla. Vivieron en Europa en el Mioceno.

## Géneros
Se reconocen los siguientes:
- Hoplitomeryx Leinders, 1984 - del Tortoniense inferior de Italia
- Scontromeryx Van der Geer, 2014 - del Tortoniense medio de Italia